# Pentacricia
Pentacricia is een geslacht van insecten uit de familie van de echte vliegen (Muscidae), die tot de orde tweevleugeligen (Diptera) behoort.

## Soorten
- P. aldrichii Stein, 1898